# Драган Латинчић
Драган Латинчић (Београд, 1982) српски је композитор.

## Живот и стваралаштво
Дипломирао је композицију на ФМУ у класи коју је водио професор и  академик Властимир Трајковић. Докторске студије је завршио 2014. године са композицијом  ”Батал, прелудијуми за гудачки оркестар”. На истом факултету запослен је у звању доцента. Његова дела извођена су широм Европе. 
Латинчићев  циклус песама ”Хладно Шишмиш Хуји” објављен је у међународном часопису Сигнал у Београду 2006.  године, а  монографија ”Микроинтервали у спектралној геометрији” је објављена у оквиру издаваштва Задужбине Андрејевић. Латинчићев научни рад ”Примена Питагорине теореме на темпоралност ритмичких пројекција појединачних хармоника спектра” издат је у часопису Српска наука данас такође у издању Задужбине Андрејевић 2016. године.
Похађао је летње и зимске школе композиције међу којима су:
- Летња академија Праг-Беч-Будимпешта, где је сарађивао и радио са Професором Најџелом Озборном -август 2006.
- Сусретања младих композитора, сарадња са професором Луј Андрисеном - Апелдорн, Холандија - март 2007.
- мастер-клас савремене композиције Акант, сарадња са професором Салваторе Шарином-Мец, Француска - јул 2008.[2]

## Награде
- Априлска награда града Београда за стваралаштво младих за композицију ”Шапутање две виоле”- 2007.године
- Специјална награда Летње академије Праг-Беч-Будимпешта